# Apistogramma cinilabra
Apistogramma cinilabra (Römer, Duponchelle, Diaz, Davilla, Sirvas, Catchay & Renno, 2011) è un pesce d'acqua dolce appartenente alla famiglia Cichlidae, sottofamiglia Geophaginae.

## Etimologia
Precedentemente conosciuto da biologi e acquariofili con i nomi provvisori di Apistogramma sp. "Schwarzbrust", A. sp. "Rotter", A. sp. "Roterpunkt" e A. sp. "Rote", nel 2011 è finalmente indicato con il nuovo nome della specie: Apistogramma cinilabra, che deriva dalle parole latine cinis, cineris (cenere) + labrum (labbra), riferendosi all'atteggiamento di minaccia dei maschi territoriali, i quali mostrano le labbra grigie all'invasore.

## Distribuzione e habitat
Questa specie è originaria dell'Amazzonia peruviana

## Descrizione
Morfologicamente simile agli altri Apistogramma, presenta forma tozza ma allungata, con testa appuntita, fronte alta, peduncolo caudale tozzo. Le pinne sono ampie, nei maschi con i vertici appuntiti e filamentosi. La livrea è sensibilmente differente tra gli individui di aree diverse, ma cambia anche in base all'umore, al carattere dominante o remissivo, al periodo della fregola. La livrea maschile olotipo presenta una colorazione grigio plumbeo, dai riflessi azzurrati, l'occhio e la testa attraversati da una delicata linea orizzontale nera, che sfuma in piccole macchie lungo i fianchi. Sotto l'occhio compaiono una o più linee azzurro elettrico, mentre la gola e parte del ventre sono vistosamente colorati di rosso. La pinna anale è verde rame dai riflessi metallici, striata di rossiccio, la dorsale e le pinne ventrali sono semitrasparenti, con riflessi azzurri e raggi grigio rossicci, tendenzialmente con bordi trasparenti. La pinna caudale è trasparente, con riflessi azzurri, striature rossastre e chiazze giallo arancio. La livrea femminile, anch'essa molto variabile, presenta testa e dorso grigriastri, fianchi e ventre gialli (anche giallo vivo), con una fascia orizzontale nera che corre dagli occhi ai fianchi, a volte spezzata in più segmenti. Le pinne sono grigio-giallastre, a volte bordate di nero o di azzurro. 

Raggiunge una lunghezza massima di 5,4 cm.

## Riproduzione
È un pesce poligamo: ogni maschio alfa si crea un harem di più femmine, che depongono piccole uova rosse nello stesso periodo; le femmine provvedono alle cure parentali tutte insieme, mentre il maschio sorveglia il territorio .

## Acquariofilia
Specie non diffusa in commercio, è conosciuta dagli allevatori appassionati.